# Lillská církevní provincie

Církevní provincie Lille na mapě Francie

Církevní provincie Lille je římskokatolickou církevní provincií, ležící v regionu Nord-Pas-de-Calais ve Francii. V čele provincie stojí arcibiskup–metropolita z Lille. Provincie vznikla v roce 2008, kdy papež Benedikt XVI. povýšil biskupství v Lille na metropolitní arcibiskupství. 

## Historie
Přesunutím metropolitního stolce z Cambrai do Lille v roce 2008 byla zrušena Církevní provincie Cambrai (založena v roce 1559), jejíž sufragánní diecéze Arras byla (spolu se samotnou Cambraiskou arcidiecézí) převedena do nově vzniklé provincie. Metropolitním arcidiecézí se tak stala diecéze Lille (která byla druhým sufragánem arcidiecéze Cambrai).

## Členění
Území provincie se člení na tři diecéze:
- Arcidiecéze Lille, založena roku 1913, na arcidiecézi povýšena v roce 2008
  - Arcidiecéze cambraiská, založena roku 580, na arcidiecézi povýšena v roce 1559, statut odebrán v roce 1801, znovu udělen roku 1841
  - Diecéze Arras, založena roku 499

## Arcibiskup-metropolita
Prvním metropolitou bylarcibiskup Laurent Ulrich, až do roku 2022, kdy byl jmenován arcibiskupem pařížským. Stolec v Lille zatím nebyl obsazen (2022).